# 小池義幸
小池 義幸（こいけ よしゆき、1980年 - ）は日本の編集技師。日本映画学校（現・日本映画大学）卒業。2016年までリクリに所属し、2017年から星野事務所に所属している。

## 作品

### 映画
- 『下妻物語』（2004年・中島哲也監督）
- 『嫌われ松子の一生』（2006年・中島哲也監督）
- 『パコと魔法の絵本』（2008年・中島哲也監督）
- 『告白』（2010年・中島哲也監督）
- 『渇き。』（2014年・中島哲也監督）
- 『来る』（2018年・中島哲也監督）
- 『一度死んでみた』（2020年・浜崎慎治監督）
- 『騙し絵の牙』（2021年・吉田大八監督）
- 『ホリック xxxHOLiC』(2022年・蜷川実花監督）
- 『半透明なふたり』（2022年・浜崎慎治監督）
- 『No Return（2023年・吉田大八監督）

## 受賞歴
- 2007年 第30回日本アカデミー賞 優秀編集賞『嫌われ松子の一生』[2]
- 2009年 第32回日本アカデミー賞 優秀編集賞『パコと魔法の絵本』
- 2011年 第34回日本アカデミー賞 最優秀編集賞『告白』[3]